# Pacú (Chiapas)
Pacú es una localidad del estado mexicano de Chiapas. Es parte del municipio de Suchiapa.

## Demografía
| Gráfica de evolución demográfica |
|                                  |

| Censo | Población |
| ----- | --------- |
| 1910  | 94        |
| 1921  | 149       |
| 1930  | 212       |
| 1940  | 198       |
| 1950  | 394       |
| 1960  | 590       |
| 1970  | 198       |
| 1980  | 1 003     |
| 1990  | 1 514     |
| 2000  | 1 859     |
| 2010  | 2 440     |
| 2020  | 2 783     |